# Valetudo (divinità)
Nella mitologia romana, Valetudo, figlia di Esculapio, è la dea della salute e dell'igiene.
Valetudo è l'equivalente romano della dea greca Igea, anche se nel corso del tempo è stata sempre più soppiantata da Salus, l'antica dea italiana del benessere sociale.

## Tempio
In Gallia, Agrippa consacrò intorno all'anno -20 d.C. la sacra sorgente di Glanum a Valetudo, dea romana della salute, facendovi costruire accanto anche un tempio dedicato alla dea.